# Zombina and The Skeletones
Zombina and The Skeletones est un groupe d'horror punk de Liverpool formé en 1999. Leur style musical s'oriente pop avec des éléments de garage punk, doo-wop et hard rock. De par leur obsession pour les séries B et l'humour noir, leur public s'étend jusqu'aux scènes rock gothique, deathrock et psychobilly. La majeure partie de leur thème traite de l'horreur et de la science fiction.

## Biographie

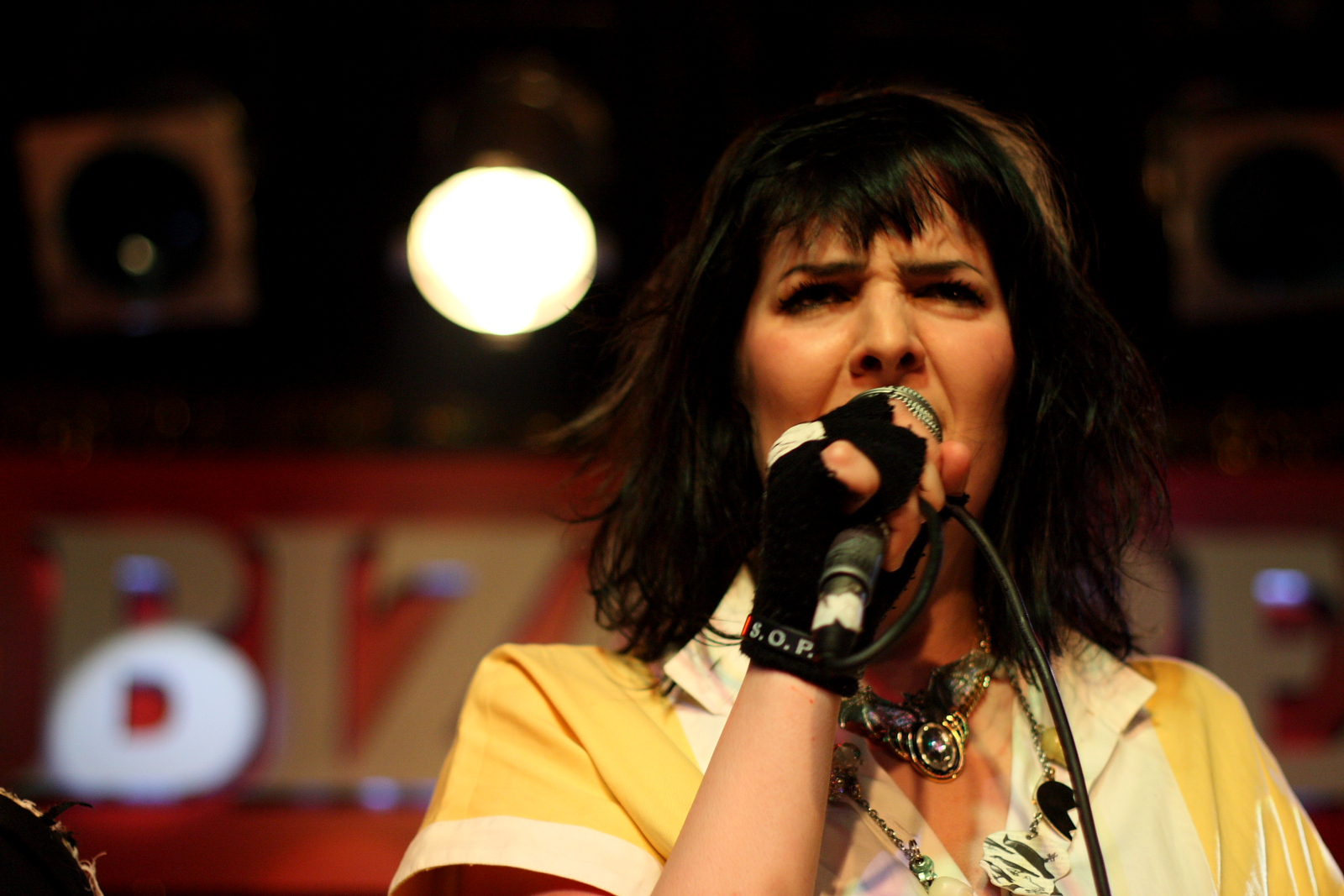
Zombina pendant un concert à Londres en mai 2009.

Zombina fait la rencontre de Doc Horror au Calderstones School en 1998. Ils forment un groupe appelé The Deformed, produisant une cassette démo intitulée No Sleep 'Til Transylvania, au début de 1999. La cassette comprend des chansons qui seront plus tard incluses dans les futurs albums de Zombina and The Skeletones : The Grave... and Beyond!, Braindead et Leave My Brain Alone. À ses débuts, le groupe se popularise grâce à ses thèmes sur les séries B, qui rappelle Misfits et The Cramps. Couverts de sang et recouverts de bandages, ils sont profondément indépendants, refusant les offres de beaucoup de majors. Leur premier album, Taste the Blood of Zombina and The Skeletones, est réalisé fin 2002 et est rapidement vendu en quantité dans tout le pays.
En 2003, le groupe construit un club de rock, appelé Useless. Pendant trois ans, Useless se montait au Zanzibar, à Liverpool, tous les mardis, avant un changement de nom et de lieux : la soirée est rebaptisée Zombie Hop, et se déroulait au Heaven and Hell Club. En 2006, ils jouent au Lumous Gothic Festival, en Finlande. Zombina and The Skeletones est cité au magazine britannique Bizarre, et il joue au festival Bizarre Ball de Londres,. Ils seront annoncés à l'Abertoir, the Welsh Horror Festival.
Le groupe est positivement accueilli par le magazine Drowned in Sound. En 2009, leur album Counting on your Suicide (2005) est cité par The Quietus comme l'un des « trente meilleurs albums goth de tous les temps ».
Le groupe se met en pause pendant toute l'année 2012, et ne joue qu'un concert avec the Primitives. Un nouvel EP, That Doll Just Tried to Kill Me, est publié à l'Halloween 2012, accompagné d'un concert le 3 novembre 2012 à Liverpool, anticipant la sortie d'un album en 2013. Tout le groupe participe à l'album Raised by Bats de Voltaire en 2014 sur la chanson Oh, My Goth!. Entre 2015 et 2017, le groupe publie un EP intitulé In Sinistereo en quatre volets.

## Membres

### Membres actuels
- Zombina Venus Hatchett - chant, thérémin (depuis 1999)
- Doc Horror - guitare, basse, chant (depuis 1999)
- Ben Digo - batterie (depuis 2006)
- Kal K'Thulu - basse (depuis 2008)
- X-Ray Speck - saxophone (depuis 2008)

### Anciens membres
- Velma (aka Di Booth) - chœurs
- Tiddles - chœurs
- Grim Outlook - guitare (1999–2004)
- Taylor Woah - guitare (2004)
- Ratt-Lynn Bones (aka Kit Shivers)
- Kit Shivers - Drums, guitare (1999–2005)
- Louie Diablo - guitare, chant (2004–2006)
- Pete Martin - batterie (2006)
- Jonny Tokyo - claviers, basse, chant (1999–2008)
- Jettison Dervish - basse (2005-2008)

## Discographie

### Albums studio
- 2002 : Taste the Blood of Zombina and The Skeletones
- 2006 : Death Valley High
- 2006 : Monsters On 45
- 2008 : Out of the Crypt and Into Your Heart
- 2014 : Charnel House Rock
- The Eerie Years

### Compilations
- 2002 : Get Thee Behind Me Santa (Puppy Dog Records)
- Too Much Horror Business A Tribute to The Misfits (avec la chanson Misfits Medley)

### EP
- 2000 : Loves Bites
- 2003 : Halloween Hollerin'!
- 2004 : 7 Song Promo EP
- 2004 : I Was A Human Bomb for the F.B.I.
- 2005 : Mondo Zombina!
- 2005 : Staci Stasis
- 2006 : 3 Songs vs. Your Brain
- 2006 : A Chainsaw For Christmas (en téléchargement)
- 2007 : Halloween Party Classics (en téléchargement)
- 2012 : That Doll Just Tried to Kill Me
- 2015 : In Sinistereo (Part One)
- 2015 : In Sinistereo (Part Two)
- 2016 : In Sinistereo (Part Three)
- 2017 : In Sinistereo (Part Four)

### Singles
- 2001 : Silver Bullet
- 2002 : Frankenlady
- 2002 : Nobody Likes You When You're Dead b/w Deflesh Mode remix
- 2007 : Dracula Blood b/w Deep Vein Thrombosis remix
- 2011 : Teenage Caveman Beat Gargantua / Futurelife

### Bootleg
- 2005 : Dial Z for Zombina